# کنفدراسیون دوچرخه‌سواری آسیا
فدراسیونهای کشورهایی که عضو اتحادیه جهانی دوچرخه‌سواری هستند، در هر قاره، کنفدراسیونهایی را تشکیل داده‌اند که در قاره آسیا، کنفدراسیون دوچرخه‌سواری آسیا (به انگلیسی: Asian Cycling Confederation) (به اختصار ACC)، به عنوان نهاد اداره‌کنندهٔ ورزش دوچرخه‌سواری فعالیت می‌کند.

## مسابقات قهرمانی آسیا کنفدراسیون دوچرخه‌سواری آسیا
Events are organised in the following disciplines:
- Asian Cycling Championships (Consist of Road Cycling and Track Cycling)
- Asian Junior Cycling Championships (Consist of Road Cycling and Track Cycling)
- Asian Trials Championships
- Asian Mountain Bike Championships
- Asian BMX Championships
- Asian Indoor Cycling Championships
- Asian Para-Cycling Championships
- Track Asia Cup